# Лайон Сити Сейлорс
«Лайон Сити Сейлорс» — профессиональный футбольный клуб из Сингапура, играющий в местной S-Лиге.

## История
Полицейская ассоциация спорта была основана в середине 1940-х годов для организации футбольных команд, представляющих полицию Сингапура. Она делегировала 2 команды в Сингапурскую Любительскую Футбольную Лигу в 1950-х и 1960-х годах, но ни одна из команд не выиграла за это время ни одного трофея. Под руководством тренера Чу Сенг Куи, новая команда полиции выиграл учреждённый Кубок президента в 1968 году, позднее дважды уступил в финалах того же турнира. В 1979 году они присоединились к Национальной футбольной лиге, начали своё выступление в третьем дивизионе, и сразу же выиграли продвижение во Второй Дивизион. В 1980 году команда выигрывает и в этом дивизионе, а также побеждают в Кубке Президента и Кубке Боггарса. В 1985 году они стали чемпионами национальной лиги, установив национальный рекорд, не проиграв 17 матчей подряд. Убедительные выступления футбольного клуба привели к их выбору в качестве одной из восьми команд, составивших новую S-Лигу.

После образования S-Лиги клуб сменил название с Police Football Club на Хоум Юнайтед из-за того, что она уже представляла не только полицию Сингапура, но и другие государственные структуры Сингапура.
Команда носит прозвище «защитники», символом клуба служит дракон.

## Достижения

### Внутренние
Лига
- S-лига: Чемпион — 1999, 2003, 2021

Кубок
- Кубок Сингапура: Обладатель — 2000, 2001, 2003, 2005, 2011, 2013

## Появления на международном уровне
- Кубок АФК: 6 появлений

2004: 1/2 финала
2005: 1/4 финала
2006: групповой этап
2008: 1/4 финала
2009: 1/8 финала
2012: 1/8 финала
2014: групповой этап
2017: зональный финал